# Marton (Nowa Zelandia)
Marton – miasto w Nowej Zelandii. Położone w południowo-zachodniej części Wyspy Północnej, w regionie Manawatu-Wanganui, 4554 mieszkańców. (dane szacunkowe – styczeń 2010).